# Ouratea mazaruniensis
Ouratea mazaruniensis är en tvåhjärtbladig växtart som beskrevs av Albert Charles Smith och Dwyer. Ouratea mazaruniensis ingår i släktet Ouratea och familjen Ochnaceae. Inga underarter finns listade i Catalogue of Life.